# Кремјонки
Кремјонки (рус. Кремёнки) град је у Русији у Калушкој области. Према попису становништва из 2010. у граду је живело 11582 становника.

## Становништво
| 2002.  | 2010.  |
| ------ | ------ |
| 12.128 | 11.582 |